# Andrena medionitens
Andrena medionitens is een vliesvleugelig insect uit de familie Andrenidae. De wetenschappelijke naam van de soort is voor het eerst geldig gepubliceerd in 1902 door Cockerell.